# Otto Fredrikson
Otto Fredrikson (Valkeakoski, 30 november 1981) is een profvoetballer uit Finland die speelt als doelman. Hij stond onder meer  onder contract bij de Russische club Spartak Naltsjik. Behalve in Finland speelde Fredrikson ook clubvoetbal in Duitsland en Noorwegen.

## Interlandcarrière
Fredrikson kwam in totaal dertien keer uit voor de nationale ploeg van Finland. Hij maakte zijn debuut onder leiding van de Schotse bondscoach Stuart Baxter op 29 mei 2008 in de vriendschappelijke wedstrijd tegen Turkije (2-0 nederlaag) in Duisburg, net als verdediger Niklas Moisander en aanvaller Berat Sadik. Hij verving Peter Enckelman (Cardiff City FC) in dat duel na 45 minuten.

## Erelijst
Lillestrøm
- Beker van Noorwegen

2007